# Турбин, Пётр Алексеевич
Пётр Алексеевич Турбин (1915—1986) — старший лейтенант Советской Армии, участник Великой Отечественной войны, Герой Советского Союза (1944).

## Биография
Родился 9 января 1915 года в Ставрополе. После окончания семи классов школы работал водителем.
В 1941 году Турбин был призван на службу в Рабоче-крестьянскую Красную Армию. С начала Великой Отечественной войны — на её фронтах. Принимал участие в обороне Москвы и в боях под Сталинградом.
В апреле 1943 года сражался на Воронежском фронте в составе 869-м истребительно-противотанкового артиллерийского полка Резерва Главного Командования. В начале июля 1943 года находился в оперативном подчинении 6-й гвардейской армии в оборонительных боях на южном фасе Курской Дуги. Сражался у села Верхопенья (Белгородской обл), крупного узла советской обороны. За отличие в бою 8 июля у села Верхопенья награждён Медалью «За отвагу».
В августе участвовал в Белгородско-Харьковской наступательной операции и далее — в Сумско-Прилукской наступательной операции, форсировал Днепр. Сражался в боях на Днепровском плацдарме. В ноябре 1943 года участвовал в Киевской оборонительной операции. 
К декабрю 1943 года гвардии сержант Пётр Турбин был наводчиком орудия 317-го гвардейского отдельного истребительно-противотанкового артиллерийского полка 1-го Украинского фронта. Отличился во время освобождения Киевской области Украинской ССР. В ночь с 7 на 8 декабря 1943 года расчёт под командованием Петра Турбина отражал немецкую контратаку в районе села Ходоров Мироновского района, уничтожив два немецких танка. Помимо этого участвовал в освобождении Киева.
Указом Президиума Верховного Совета СССР «О присвоении звания Героя Советского Союза офицерскому и сержантскому составу артиллерии Красной Армии» от 9 февраля 1944 года за «образцовое выполнение боевых заданий командования на фронте борьбы с немецкими захватчиками и проявленные при этом отвагу и геройство» был удостоен высокого звания Героя Советского Союза с вручением ордена Ленина и медали «Золотая Звезда».
В 1985 году был награждён орденом Отечественной войны 1-й степени и рядом медалей.
После окончания войны продолжил службу в Советской Армии, окончил Киевское танко-техническое училище. После окончания училища служил в Постдаме до 1950 г. Далее проходил службу в Симферополе. 
В 1959 году в звании старшего лейтенанта он был уволен в запас. Проживал и работал в Ставрополе. Скончался 15 марта 1986 года.

## Награды
- Орден Ленина
- Медаль «За оборону Москвы»
- Медаль «За отвагу»
- Медаль «За боевые заслуги»
- Медаль «За безупречную службу»
- Медаль «В ознаменование 100-летия со дня рождения Владимира Ильича Ленина»
- Юбилейная медаль «30 лет Советской Армии и Флота»
- Юбилейная медаль «Двадцать лет Победы в Великой Отечественной войне 1941—1945 гг.»
- Юбилейная медаль «Тридцать лет Победы в Великой Отечественной войне 1941—1945 гг.»
- Юбилейная медаль «Сорок лет Победы в Великой Отечественной войне 1941—1945 гг.»
- Юбилейная медаль «40 лет Вооружённых Сил СССР»
- Юбилейная медаль «50 лет Вооружённых Сил СССР»
- Юбилейная медаль «60 лет Вооружённых Сил СССР»

## Память
- Именем Турбина названа улица в его родном городе Ставрополе.
- В сентябре 2015 года на здании лицея № 10 установлена мемориальная доска Герою Советского Союза Петру Алексеевичу Турбину.
- Изображение Петра Алексеевича включено в состав Памятника-комплекса «Аллея Героев». Парк культуры и отдыха «Центральный»